# Mihail Caimacov
Mihail Caimacov (22 de julio de 1998) es un futbolista moldavo que juega en la demarcación de delantero para el N. K. Slaven Belupo de la Primera Liga de Croacia.

## Selección nacional
Tras jugar con la selección de fútbol sub-21 de Moldavia, hizo su debut con la selección de fútbol de Moldavia el 3 de septiembre de 2020 en un partido de Liga de Naciones de la UEFA contra Kosovo que finalizó con un resultado de empate a uno tras el gol de Ion Nicolăescu para Moldavia, y de Benjamin Kololli para Kosovo.

## Clubes
| Club                              | País      | Año       | Partidos | Goles |
| --------------------------------- | --------- | --------- | -------- | ----- |
| F. C. Sheriff Tiraspol            | Moldavia  | 2017-2018 | 3        | 0     |
| N. K. Osijek II                   | Croacia   | 2018-2020 | 16       | 1     |
| N. K. Osijek                      | Croacia   | 2020      | 1        | 0     |
| N. K. Olimpija Ljubljana (cedido) | Eslovenia | 2020-2021 | 21       | 0     |
| F. C. Koper (cedido)              | Eslovenia | 2021      | 17       | 0     |
| N. K. Slaven Belupo               | Croacia   | 2021-2022 | 30       | 2     |
| F. C. Torpedo Moscú (cedido)      | Rusia     | 2022-2023 | 15       | 1     |
| N. K. Slaven Belupo               | Croacia   | 2023-     | 50       | 1     |